# Ramón Medina Bello
Ramón Ismael Medina Bello (Gualeguay, 29 aprile 1966) è un ex calciatore argentino, di ruolo attaccante.

## Carriera

### Club
Soprannominato El Mencho, Medina Bello debutta nel calcio professionistico nel Racing Club di Avellaneda, dove rimane per 3 anni segnando un totale di 25 reti. Nel 1989 si trasferisce al River Plate, dove gioca da titolare per 4 anni guadagnandosi la nazionale e segnando 54 reti in 124 presenze, segnalandosi tra i migliori marcatori del periodo in Argentina.
Nel 1994, dopo il Mondiale statunitense, il giocatore passa ai giapponesi dello Yokohama F. Marinos, segnando 36 reti in 70 presenze. Nel 1996 torna al River, segnando meno nonostante giochi diverse partite. Nel 1997 passa al Talleres de Córdoba, dove annuncia il ritiro nel 1999.
Nonostante avesse annunciato il termine della sua attività agonistica due anni prima, nel 2001 Medina Bello decide di tornare a giocare, in quarta divisione argentina, prima allo Sportivo Dock Sud, e successivamente nel Juventud Unida dove chiude definitivamente la carriera nel 2005.

### Nazionale
Con la nazionale di calcio argentina Medina Bello ha giocato 18 partite segnando cinque gol, partecipando alle vittoriose Copa América 1991 e Copa América 1993 e a Stati Uniti 1994, scendendo in campo in due occasioni, sempre da subentrante, contro la Bulgaria e la Romania.

## Palmarès

### Club

#### Competizioni nazionali
- Campionato argentino: 6

River Plate: 1989-1990, Apertura 1991, Apertura 1993, Apertura 1996, Clausura 1997, Apertura 1997
- Primera B Nacional: 1

Talleres: 1997-1998

#### Competizioni internazionali
- Supercoppa Sudamericana: 1

Racing: 1988
- Coppa Libertadores: 1

1996

### Nazionale
- Coppa America: 2

1991, 1993

### Individuale
- Calciatore argentino dell'anno: 1

1993